# Здание Гаванского пожарного резерва
Здание Гаванского пожарного резерва — памятник архитектуры. Расположен в Василеостровском районе Санкт-Петербурга, современный адрес дома — Малый проспект Васильевского острова, 76, Остоумова улица, 21.
Здание построено в 1906—1907 годах Ф. А. Корзухиным напротив Гаванского рабочего городка и частично внешне продолжает его ансамбль, так как в здании тоже сочетаются красный кирпич и светлая штукатурка. Пожарная часть, впрочем, больше, чем жилые дома, ссылается на средневековую архитектуру: из-за окон, щипцов, аркады и шатровой башенки оно напоминает замок в романском стиле. Тем не менее здание строго функционально, зонировано, каждому объёму соответствует своя часть — в частности, у гимнастического зала, спальни и столовой сделаны широкие окна в средней части, трубной и конюшне соответствует аркада. Впервые в Петербурге пожарное здание было построено без каланчи, так как оповещения о пожарах уже передавались по телеграфу. Строительство части было необходимым из-за того, что район активно застраивался, часто деревянными зданиями; ворота были сделаны в сторону предполагаемого самого частого направления выездов.
На 2023 год пожарное депо продолжает работу.